# Császári és Királyi Fegyveres Erők
Az Osztrák–Magyar Fegyveres Erők más néven Császári és Királyi Fegyveres Erők (németül: Bewaffnete Macht) az Osztrák–Magyar Monarchia fegyveres ereje volt létrejöttétől (1867) megszűnéséig (1918). Három fő részből tevődött össze: a Hadseregből, a Haditengerészetből és Monarchia repülőcsapatait tartalmazó Légierőből. A fegyveres erők főparancsnoka a mindenkori osztrák császár és magyar király. A szakmai vezető a vezérkari főnök volt, valamint volt a három ágnak saját parancsnoksága is.
A fegyveres erők a Birodalom egyik alapvető egyesítő intézményeként, a honvédelem és a külső erőkivetítés legfőbb eszközeként szolgáltak. Bár nem volt olyan erős, mint néhány kortársa (például Németország vagy Oroszország), a Monarchia katonai ereje, erőforrásai, szervezettsége, technológiája és kiképzése volt az egyik központi tényező, amely hozzásegítette ahhoz, hogy úgynevezett nagyhatalom legyen mind Európában, mind a világban. 
A Fegyveres Erők három ága:
|    | Zászló | Név                                 | Német név                                  |
| -- | ------ | ----------------------------------- | ------------------------------------------ |
| 1. |        | Császári és Királyi Hadsereg        | Kaiserlich und Königliche Armee            |
| 2. |        | Császári és Királyi Haditengerészet | Kaiserliche und Königliche Kriegsmarine    |
| 3. |        | Császári és Királyi Légierő         | Kaiserliche und Königliche Luftfahrtruppen |

## 1876–1914
Az 1867-es kiegyezés (németül: Ausgleich) értelmében Monarchia létrejöttétől függetlenül osztrák és magyar kormányokra választotta szét a Birodalmat. Csak a hadsereg, a külügy és a pénzügy maradtak a közös, melyeknek külön miniszterei voltak. Az új hadseregtörvény általános hároméves hadkötelezettséget írt elő, melyet tízéves tartalékos kötelezettség követett. A gyakorlatban a szolgálatra kötelezettek közül csak körülbelül minden ötödiket hívták be, és sokukat két év után szabadságra küldték. A hadsereg képezte az egyetlen igazi köteléket a császár alattvalói között, és az volt az egyetlen eszköz, melyen keresztül a császár iránti hűséget lehetett kifejezni.

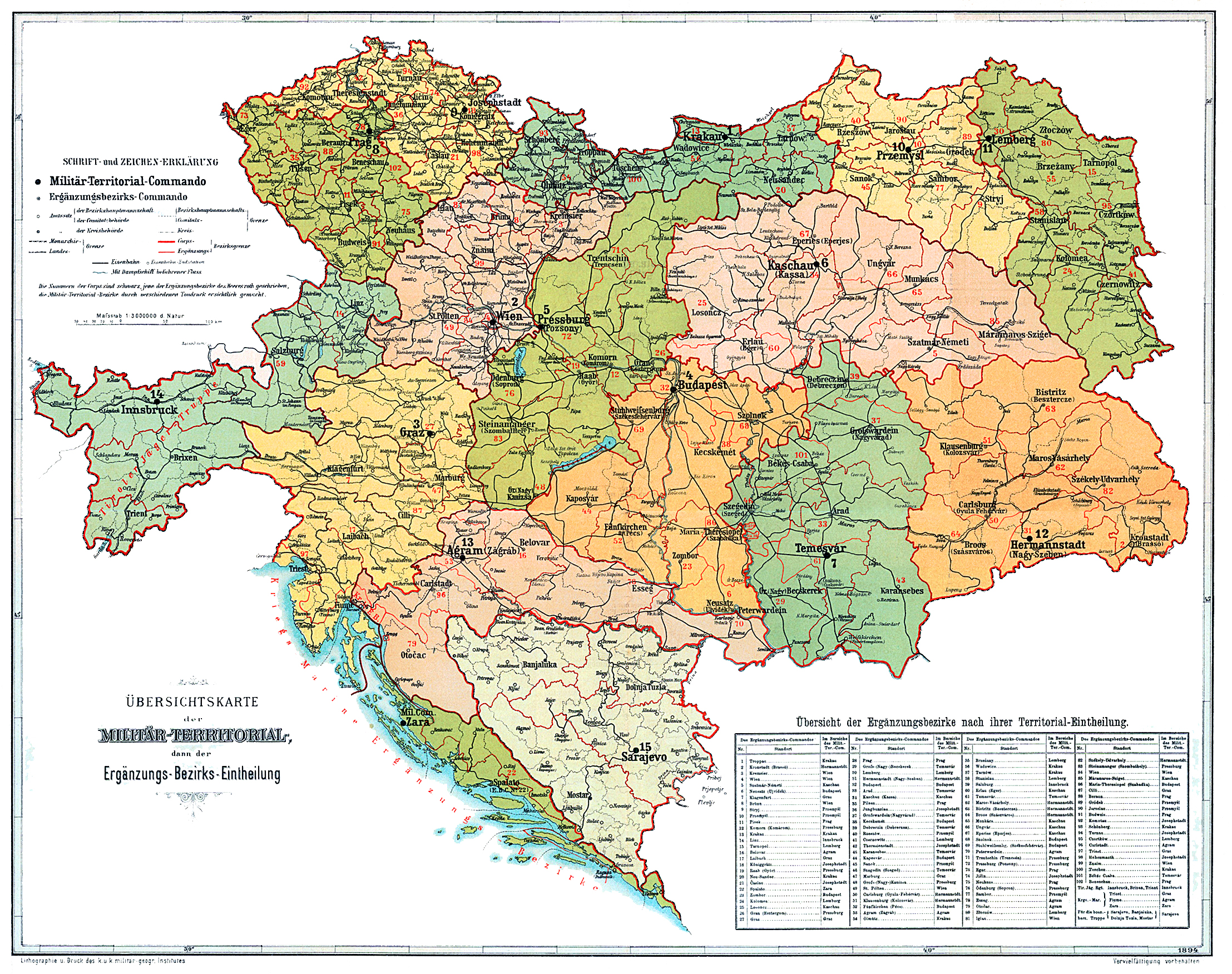
A Monarchia katonai körzetei

A hadsereg egyes ezredei pompásan voltak felszerelve. Igazából az osztrák-magyar katonai kiadások végig a legalacsonyabb volt a nagyhatalmak között egészen az első világháborúig. A GDP-ből többet fordítottak borra, sörre és dohányra, mint a fegyveres erőkre.
Az ezredeket nyelvi szempontok szerint szervezték meg, bár a német volt a parancsnoki nyelv, melyet nagy küzdelmek árán kiegészítették a magyarral. Az etnikai okok nem akadályozták a nem németül beszélők tiszti testületbe való felvételét vagy rendszeres előléptetését. Vezető beosztásban magyarok, horvátok, szerbek, lengyelek, olaszok, csehek, szlovének és románok is voltak. A tekintélyesebb egységekben a legtöbb mezei beosztású tiszt születésének vagy vagyonának köszönhette rangját. 1900-ban a hadsereg tisztikarának többsége német anyanyelvű volt, bár a birodalom teljes lakosságának csak egynegyede volt német ajkú.
Az első világháborút megelőző 19. század végén és a 20. század elején az Osztrák-Magyar Hadsereg minden szolgálati ágon modernizáción ment keresztül a kiképzés, a felszerelés és a doktrína tekintetében, bár számos hagyomány és régi gyakorlat érvényben maradt. Montecuccoli vezérkari főnök és Ferenc Ferdinánd trónörökös erőfeszítéseinek eredményeként a haditengerészet jelentős korszerűsítésen esett át számos új egység, konkrétan három, 1914-ig átadott korszerű csatahajó hadrendbe állításával. Bár néha úgy ítélték meg, hogy fantáziadús volt és nincs kapcsolata a rendelkezésére álló erőkkel szembesülő valósággal, Conrad vezérkari főnök gondoskodott arról, hogy a hadsereg éber maradjon és a háborúra való felkészülés 1914-re előrehaladott stádiumban volt.
Az 1867–1914 közötti időszakban az osztrák-magyar csapatok számos nemzeti és nemzetközi megbízatással állomásoztak. Bár a birodalom nem mutatott gyarmati törekvéseket, volt egy kis gyarmata Kínában (egy utcányi). Külföldi hadműveleteket is végrehajtott, köztük Bosznia-Hercegovina katonai megszállását, a krétai expedíciót és a bokszerlázadást.

## 1914–1918
A háború kezdetén a hadsereget kettéosztották, a kisebbik rész Szerbiát támadta, míg a nagyobbik része a hatalmas orosz hadsereg ellen harcolt. Szerbia 1914-es inváziója katasztrófa volt. Az év végére az Osztrák-Magyar Hadsereg nem foglalt el területet, és 227 000 embert veszített (a 450 000 fős összhaderőből).
A keleti fronton ugyanilyen rosszul indultak a dolgok. Az Osztrák-Magyar Hadsereg vereséget szenvedett a lembergi csatában , és ostrom alá vették a hatalmas erődvárost, Przemyslt (1915 márciusában esik el).
1915 májusában Olaszország csatlakozott az Antanthatalmakhoz, és megtámadta a Monarchiát. A véres, de határozatlan harcok az olasz fronton a következő három és fél évig tartottak. A Monarchia ezen a fronton eredményesnek bizonyult a háborúban. Sikerült visszatartani a számbeli fölényben lévő olasz hadsereget az Alpokban és az Isonzó-völgyében.
A nyáron a németekkel egységes parancsnokság alatt felsorakozó Osztrák-Magyar Hadsereg részt vett a sikeres Gorlice–Tarnow offenzívában .
Végül 1915-ben a Császári és Királyi Hadsereg a német és a bolgár hadsereggel karöltve meghódította Szerbiát.
1916-ban az oroszok a Bruszilov-offenzíva során az Osztrák-Magyar Hadsereg elleni támadásaira összpontosítottak. Az osztrák seregek hatalmas veszteségeket szenvedtek el (kb. 600 000 embert veszítettek). Az oroszokat az offenzíva során elszenvedett hatalmas ember- és anyagi veszteségek nagymértékben hozzájárultak 1917-es kommunista forradalmuk kirobbanásához. A Monarchia utánpótlásának hiánya, az alacsony morál és a magas veszteségarány súlyosan befolyásolta a hadsereg hadműveleti képességeit, valamint azt, hogy a hadsereg több etnikumú volt, mindegyik eltérő nyelvvel és kultúrával.
Az Monarchia utolsó két sikere: a Román Királyság meghódítása és a Caporettói áttörés. Mivel a birodalom egyre inkább függővé vált a német segítségtől, a nem magyar vagy osztrák etnikumú lakosságának többsége értesült a birodalom destabilizálódásáról.

## Felső vezetés

### 1. Főparancsnok
A fegyveres erők főparancsnoka a mindenkori uralkodó. Ez kizárólag akkor tér el, ha a császár maga mond le a főparancsnokságról (például háború idején). Így tett a Monarchia mindkét uralkodója, I. Ferenc József és IV. Károly is.

### 2. Vezérkar és a vezérkari főnök
A Császári és Királyi vezérkar (németül: kuk Generalstab) a hadügyminisztérium része volt. Vezetője a teljes fegyveres erők vezérkarának főnöke (németül: Chef des Generalstabes für die gesamte bewaffnete Macht) volt, akinek közvetlen kapcsolata volt a császárral.

### 3. Hadügyminisztérium és a hadügyminiszter
A Császári és Királyi hadügyminiszter (németül: Kuk Kriegsminister), 1911-ig: birodalmi hadügyminiszter (Reichskriegsminister), az Ausztria-Magyarország kettős monarchiáját alkotó két állam három közös minisztériumának egyikének vezetője volt. Az 1867-es kiegyezésben előírt megalakulásától az 1918-as feloszlásig.
Az Osztrák-Magyar Közös Hadsereg (Gemeinsame Armee) és az Osztrák-Magyar Haditengerészet (Kuk Kriegsmarine) a kettős monarchia alkotórészei közös intézményei voltak, bár mind Ausztria, mind Magyarország rendelkezett saját védelmi minisztériummal, amelynek feladata a haza belső igazgatása volt. Csapataik a Kk Landwehr és Magyar Királyi Honvédség.

## Császári és Királyi Hadsereg
A Császári és Királyi Hadsereg (németül: kaiserlich und königliche Armee) volt az Osztrák–Magyar Monarchia szárazföldi hadereje 1867-től 1918-ig. A hadsereg az Osztrák–Magyar Fegyveres Erők része volt a haditengerészettel és a légierővel együtt. Korabeli hivatalos forrásokban általában csak a Bewaffnete Macht (Fegyveres Erők) elnevezés szerepelt. A hadügyminisztériumnak közvetlenül voltak alárendelve a katonai kerületparancsnokságok. Élükön egy-egy tábornok állt. A haderő 1853-as reformja során a hadügyminisztérium segédközegéül sorolták be, de a nagy egyéniségű vezetői mint pl. Friedrich von Beck-Rzikowsky vagy Franz Conrad von Hötzendorf idején a hadügyminisztertől függetlenítve és az uralkodónak közvetlenül alárendelve működött, így a vezérkari főnök kezében összpontosult a haderő tényleges irányítása. 1915-től az alakulatok elveszítették különleges megnevezéseiket, ezután hivatalosan csakis a számozásukat használták. A köznyelv és a katonák azonban továbbra is korábbi neveiken nevezték ezredeiket.
Három hadseregből állt:
A Közös Hadsereg (Gemeinsame Armee)

Az osztrák Császári-Királyi Honvédség (k.k. Landwehr)

Magyar Királyi Honvédség (k.u. Landwehr)
A hadsereg élén a korlátlan rendelkezési joggal bíró császár és király, mint legfőbb hadúr (németül: Allerhöchster Kriegsherr) állt, az ő kezében összpontosult a legfelsőbb főparancsnokság (németül: Allerhöchste Oberbefehl).

### Parancsnokság
A Császári és Királyi Hadsereg parancsnoksága megegyezett a Fegyveres Erők parancsnokságával:
|    | Portré | Főparancsnok                                                                           | Hivatalba lépés   | Hivatal elhagyása | Szolgálati idő  |
| -- | ------ | -------------------------------------------------------------------------------------- | ----------------- | ----------------- | --------------- |
| 1. |        | Ő Császári és Királyi Apostoli Felsége I. Ferenc József császár-király (1830–1916)     | 1848              | 1914. július 11.  | 66 év           |
| 2. |        | Ő Császári és Királyi Fensége Habsburg–Tescheni Frigyes főherceg tábornagy (1856–1936) | 1914. július 11.  | 1916. december 2. | 1 év és 360 nap |
| 3. |        | Ő Császári és Királyi Apostoli Felsége IV. Károly császár-király (1887–1922)           | 1916. december 2. | 1918. november 3. | 1 év és 336 nap |
| 4. |        | báró kövessházi Kövess Hermann tábornagy (1854–1924)                                   | 1918. november 3. | 1918. december 1. | 28 nap          |

## Császári és Királyi Haditengerészet
A Császári és Királyi Haditengerészet (németül kaiserliche und königliche Kriegsmarine vagy k. u. k. Kriegsmarine, esetleg Österreichische Marine) az Osztrák–Magyar Monarchia haditengerészete, amely magával a Monarchiával egy időben, 1867-ben jött létre. Ekkor nevezték át a Császári Haditengerészetet Császári és Királyira, ami azt jelentette, hogy a Magyar Királyság is jelentős szerepet vállalt a további fejlesztésekben. A 20. század elejéig jelentős erőt ugyanis nem képviselt, de onnantól a Monarchia erőteljesen fejleszteni kezdte. Tetőpontját az első világháborúra érte el, mikor is a világ hatodik legnagyobb flottájává vált. A háború végéig jelentős erőt képviselt, de 1918-ban megszűnt és utolsó parancsnoka a horvát származású Maximilian Njegovan tengernagy volt.
Az 1867-es kiegyezéskor a Császári-Királyi hajóhad a következő hadihajókból állt : 1 csavargőzös sorhajó, 7 csavaros páncélos fregatt, 8 kisebb csavaros fregatt és korvett, 13 csavaros ágyúnaszád, 16 kerekes ágyúnaszád, valamint 14 különböző rendeltetésű tengeri kerekes gőzös, vagyis összesen 59 gépi meghajtású hajó. Ezenkívül volt még 34 említésre méltó vitorlás vagy evezős hadihajója, közöttük 2 fregatt, 2 korvett, 7 brigg és 4 goelett. 1914-ben a császári és királyi hajóhadba 16 csatahajó, 9 cirkáló, 26 romboló, 77 torpedónaszád, 6 tengeralattjáró, 8 monitor és 6 őrjárónaszád tartozott.
Fiuméban működött a Császári és Királyi Haditengerészeti Akadémia és a költségek tekintetében 1918-ra 36 százalék fölé emelkedett a királyságra eső költségviselés terhe. 2016-ban a haditengerészet kötelékében szolgáló magyarok tiszteletére és a hősi halált halt magyar haditengerészek emlékére június 10.-ét az Országgyűlés emléknappá nyilvánította.

## Császári és Királyi Légierő
A Császári és Királyi Légierő (németül: Kaiserliche und Königliche Luftfahrtruppen, vagy k.u.k. Luftfahrtruppen, a. m. Császári és Királyi Légjárócsapatok) az Osztrák–Magyar Monarchia légiereje 1893-tól az első világháború végéig. A megalapításakor csupán néhány léggömbös osztagból állt, később viszont repülőgépeket és hidroplánokat is rendszeresítettek. Azonban nagyobb fejlesztés csak Franz Conrad von Hötzendorf, a Monarchia vezérkari főnöke által elindított repülési modernizáció során történt. Ő és tisztjeinek egy része az elavult léggömböket és repülőgépeket leszereltette, s helyükre újonnan beszerzett instrumentumokat állított. A vezérkari főnök 1912. április 24-én Emil Uzelacot, a tapasztalt és jól képzett horvát származású tisztet nevezte ki a légierő főparancsnokának, aki új toborzási és képzési rendszer felállításával enyhíteni próbálta a kis számú repülőgép mellett a másik nagy problémát jelentő szakemberhiányt.
Az első világháború kitörésekor a Császári és Királyi Légierő mindössze 65 használható repülőgéppel és néhány léggömbbel rendelkezett. A repülőgéphiány csökkentésére sorra alakultak a repülőgépgyárak, közülük talán a leghíresebb a Magyar Lloyd Repülőgép- és Motorgyár. Az orosz fronton a pilóták főként felderítési feladatokat hajtottak végre, ám 1916-ra itt is megélénkült a repülőtevékenység, így az osztrák-magyar pilóták kemény légiharcot vívtak az orosz birodalmi repülőkkel. Az olasz front 1915-ös megnyitásakor a légierő fő feladata a bombázás és a felderítés volt, ám a későbbiekben szinte minden vadászszázadot ide vezényeltek, s ezen a fronton vívták legnagyobb légi harcaikat a Monarchia pilótái. A háború során 49 osztrák-magyar pilóta ért el 5, vagy annál több légi győzelmet. Őket nevezik ászpilótáknak. Közülük a legeredményesebb a galíciai születésű Godwin Brumowski volt 35 igazolt légi győzelemmel, míg a legeredményesebb magyar ász, „Az Égbolt Lovagja”, Kiss József volt 19 igazolt légi győzelemmel.
A háborút követően a betörő román és olasz csapatok a használható gépek és műszerek java részét hadizsákmányként elhurcolták. A néhány megmaradt gépet pedig az antant ellenőrző bizottsága felkutatta, és szétbontatta. A trianoni békeszerződésben pedig megtiltották, hogy Magyarországnak lehessenek katonai léghajózási járművei. Ezekkel az intézkedésekkel felszámolták az Osztrák–Magyar Légierőt, és egy ideig megakadályozták a Magyar Légierő felállítását.

### Parancsnokság
A Monarchia légierejének nem volt külön légierő-parancsnoksága, így ez az ág a Császári és Királyi Hadügyminisztérium alá tartozott.

## Létszám
1914-ben: 2 500 000 fő

1917-ben: 7 800 000 fő

## Egyéb fontosabb katonai vezetők

### Tábornagyok listája
A Monarchia hadseregében a legmagasabb rang volt a tábornagy (Feldmarschall)

### Vezérezredesek listája
Az Osztrák-Magyar Monarchia ezt a rangot 1915-ben vezette be. Ez volt a második legmagasabb rang a tábornagy után.

## Fordítás
Ez a szócikk részben vagy egészben  az   Austro-Hungarian Armed Forces című angol Wikipédia-szócikk fordításán alapul.  Az eredeti cikk szerkesztőit annak laptörténete sorolja fel. Ez a jelzés csupán a megfogalmazás eredetét és a szerzői jogokat jelzi, nem szolgál a cikkben szereplő információk forrásmegjelöléseként.

## További információ
- k.u.k Kriegsmarine – Weboldal a Császári és Királyi Haditengerészetről
- The Genesis of the Austrian Navy – Kronológia (angolul)
- k.u.k. Kriegsmarine – Császári és Királyi Haditengerészet Archiválva 2009. augusztus 4-i dátummal a Wayback Machine-ben (németül)
- k.u.k. Kriegsmarine "Viribus unitis"
- Kiss Kálmán:Volt egyszer egy magyar csatahajó – 90 évvel ezelőtt süllyedt el a Szent István
- Magyar Tengerészek egyesülete:Az Osztrák–Magyar Haditengerészet rombolói
- A magyar haditengerészet kialakulása és fejlődése megszűnéséig
- A Szent István csatahajó
- Kilőtték az Adria Titanicját
- Csonkaréti Károly: Ha tengeren veszek, ki sirat meg engem?; Kornétás, Budapest, 2012
- Krámli Mihály: A császári és királyi haditengerészet és Magyarország. Magyarország szerepe a közös haditengerészet fejlesztésében; Pro Pannonia, Pécs, 2004 (Pannónia könyvek)
- Hajózni szükséges! A magyar hadihajózás története; tan. Balogh Tamás et al.; Zrínyi, Budapest, 2016
- Csonkaréti Károly: Emlékek nélkül nemzetnek híre csak árnyék. Fényképek a császári és királyi haditengerészet életéből; Kornétás, Budapest, 2017
- Krámli Mihály: Az Osztrák-Magyar Monarchia csatahajói, 1904–1914; HM Hadtörténeti Intézet és Múzeum, Budapest, 2018 (A Hadtörténeti Intézet és Múzeum könyvtára)

## Kapcsolódó oldalak
- A Császári és Királyi Hadsereg hadosztályai 1914-ben
- A Császári és Királyi Hadsereg rendfokozatai (szárazföldi egységek)
- A császári és királyi haditengerészet rendfokozatai
- Császári és Királyi Haditengerészet
- A Császári-Királyi Hadsereg 1848-1849-ben
- Császári és Királyi Huszárok
- Magyar Királyi Honvédség
- Hadtörténeti Múzeum (Bécs)
- Császári és Királyi Légierő